# Medvjed naočar
Medvjed naočar, ili andski medvjed (Tremarctos ornatus) je zvijer iz porodice medvjeda (Ursidae). To je jedini medvjed čije stanište je u Južnoj Americi. U sistematici ima posebno mjesto jer je jedini danas živući predstavnik potporodice kratkonosih medvjeda (Tremarctinae), i jedini predstavnik roda Tremarctos.

## Obilježja
Krzno ovih medvjeda obojeno je pretežno crno ili tamno smeđe. Žutobjelkaste pruge protežu se od čela do obraza a zatim dalje do grla. Pored toga, bijela pruga ide od čela preko korijena nosa. Time su im oči obrubljene svijetlim prugama koje jako podsjećaju na naočale. Svaka životinja ima nešto malo drugačiju ovu šaru, a kod nekih jedinki ih uopće nema. Građa tijela im je tipična kao kod svih medvjeda: trup im je zbijen i snažan, a rep samo kratka patrljica. Noge završavaju s po pet prstiju, a svaki prst ima snažnu kandžu. Mužjaci su dugi između 130 i 210 cm, u ramenima dosežu visinu od 70 do 90 cm, a teže 130 do 155 kg. Iznimno, moguće je i da teže do 200 kg. Ženke su značajno manje, a teške su samo oko 65 kg. I kod drugih medvjeda su mužjaci krupniji nego ženke, no ne u ovoj mjeri.

## Rasprostranjenost i životni okoliš
Kao jedini medvjed u Južnoj Americi, rasprostranjen je na Andama i njenim obroncima u Kolumbiji, zapadnoj Venecueli, Ekvadoru, Peruu i Boliviji. Ima i nepotvrđenih izvještavanja da su viđeni u Panami i na sjeveru Argentine. Prednost daju životnom okolišu vlažnih šuma na visinama između 1.990 i 2.350 m nadmorske visine, no može ih se sresti i u drugim staništima kao što su južnoameričke zapadne obale nalik pustinjama ili na visokim travnjacima ili grmovitim područjima.

## Način života
Medvjedi naočari su u pravilu aktivni u sumrak ili noću. Danju spavaju u korijenju stabala ili u špiljama. Vješti su penjači i u potrazi za hranom često se zadržavaju na drveću. Radi lakšeg hvatanja voća na udaljenim granama, često naprave platformu od suhog granja, gdje ubrano voće i jedu. Različito od drugih medvjeda, ovi ne spavaju zimi. Osim u razdoblju parenja, medvjedi naočari su samotnjaci, no ne pokazuju izraženu teritorijalnost.

## Hrana
Medvjedi naočari su, kao i gotovo svi drugi medvjedi, svežderi, no najveći dio njihove hrane su biljke. Tako se hrane voćem (prije svega plodovima biljki iz porodica bromelija i kaktusa), grančicama, izdancima palmi i drugim. Hrana životinjskog porijekla čini samo oko 4% ukupne prehrane. To su prije svega glodavci, kukci i ptice. U kojoj mjeri napadaju i veće sisavce (goveda ljame ili jelene), kao što im mjesno stanovništvo često pripisuje, nije jasno dokazano.

## Razmnožavanje
U vrijeme parenja, ove inače samotne životinje nalaze se kratkotrajno u parove. Za vrijeme oko jednog tjedna koliko mužjak i ženka tada provedu zajedno, često se pare, da bi se nakon toga ponovo razišli. Ovo se događa od travnja do lipnja, a točno vrijeme gestacije nije poznato, jer oplođeno jajašce može provesti više mjeseci u uterusu ženke prije nego što dođe do nidacije. Mladunci dolaze na svijet od studenog do veljače. Ženka koti jedno do tri mladunca, a kao i kod drugih medvjeda, mladunci su izrazito maleni i teže samo 300 do 360 grama.

## Ljudi i medvjedi naočari
Medvjedi naočari su vrlo plahe životinje. Napadi na ljude su iznimno rijetki, a razlog je jedino približavanje ženki s mladuncima. Obrnuto, ljudi ubijaju ove medvjede iz različitih razloga, kao što su njihovo meso i krzno, a pored toga, raznim dijelovima tijela pripisuju se ljekovita svojstva. Pored toga, iako to vjerojatno nije točno, na glasu su kao "ubojice stoke", a ponekad unište polja kukuruza. Istina, ponekad i ubiju neku domaću životinju, no to je doista vrlo rijetka iznimka. Pored navedenog, veliki problem je i promjena njihovih staništa prenamjenom u obradive površine, što im neprekidno smanjuje životni prostor.
Zbog svih navedenih razloga, medvjed naočar smatra se ugroženom vrstom, koja je navedena u IUCN-ovom popisu kao "ranjiva".